# Sporady

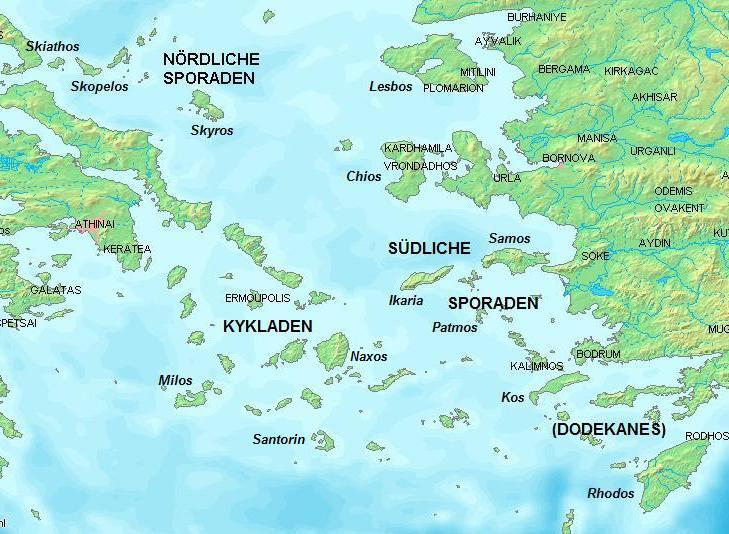

Sporady – nazwa odnosząca się do dwóch archipelagów wysp greckich na Morzu Egejskim, znanych pod nazwą Sporady Południowe i Sporady Północne.

## Sporady Północne
Sporady Północne to archipelag położony na wschód od Tesalii i na północ od Eubei (niekiedy Eubeę włącza się też do archipelagu). Największą wyspą archipelagu jest Skiros. Do archipelagu należą też Skopelos, Alonisos, Skiathos i inne.

## Sporady Południowe
Nazwa ta w większości pokrywa się z archipelagiem Dodekanezu, chociaż niekiedy włącza się tu także wyspy Samos i Ikarię. Największa wyspa archipelagu to Rodos. Wyspy leżą na azjatyckim szelfie kontynentalnym. Sporady Południowe nazywane są niekiedy po prostu Sporadami.